# Starset
Starset — американская рок-группа из Колумбуса, штат Огайо, сформированная Дастином Бейтсом в 2013 году. В 2014 году коллектив выпустил дебютный альбом Transmissions и их второй альбом, Vessels, 20 января 2017 года.. Фанатское лирик-видео на сингл «My Demons» набрало больше 300 миллионов просмотров на YouTube. Самая коммерчески успешная песня, «Monster», достигла второго места в американском чарте Billboard Mainstream Rock в мае 2017 года. На данный момент группа выпустила четыре альбома; последний, Horizons, вышел 22 октября 2021 года.

## История

### Формирование и выпускTransmissions(2013—2015)
Группа была образована в 2013 году Дастином Бейтсом — вокалистом Downplay. В Starset он, помимо вокала, ответственен за клавишные, а также является автором песен. Интерес Бейтса к астрономии впервые проявился, когда он получил степень магистра электротехники во время учебы в Университете Огайо. Он закончил исследовательскую работу, а также преподавал в Международном Космическом Университете. Дастин создал вымышленную предысторию группы, которая формирует тематическую основу для их музыки. В предыстории коллектив был создан как часть информационно-пропагандистской инициативы общества The Starset Society. Целью последних было предупредить общественность о содержании некоего «Послания», полученного от таинственного сигнала из космоса. Starset рассматривают свою предысторию как реальную в интервью, за редким исключением.
Группа выпустила свой дебютный альбом, получивший название Transmissions, 8 июля 2014 года. Запись дебютировала под 49 номером в чарте Billboard 200, что сделало альбом одним из самых успешных в рок-музыке за 2014 год, и на момент 2016 года, было продано более 79 тысяч копий пластинки. В поддержку альбома вышли три сингла — «My Demons», «Carnivore» и «Halo». Они также стали успешными, заняв пятое, шестнадцатое и шестнадцатое места соответственно в чарте Billboard Mainstream Rock. Позже, в 2015 году, Starset выпустили сопроводительную новеллу The Prox Transmissions, в которой более подробно раскрывалась история The Starset Society.

### Vessels(2016—2018)
Роб Грейвс, занимавшийся продюсированием Transmissions, 26 января 2016 года объявил, что работа над новым диском Starset «официально началась». Наряду с объявлением дат совместного с Breaking Benjamin европейского тура, коллектив анонсировал свой второй альбом, который, по словам Бейтса, будет более стилистически разнообразным, чем предыдущий, в жанре от метала до поп-музыки.
Первый сингл с альбома, «Monster», вышел 28 октября 2016 года. 4 ноября того же года Starset анонсировали свой новый альбом Vessels, который вышел 20 января 2017 года. Пластинка дебютировала на 11 месте в чарте альбомов Billboard 200. Большую часть 2017 года группа провела гастролируя в поддержку альбома. Группа выступала с Black Satellite в первой половине 2017 года. Второй сингл с Vessels, «Satellite», вышел в августе 2017 года и достиг двенадцатой строчки в чарте Billboard Mainstream Rock.
Группа продолжит гастролировать в первой половине 2018 года, хотя Бейтс сказал, что группа, скорее всего, сделает перерыв, прежде чем приступить к записи третьей пластинки. Вместо этого Дастин планировал начать работу со своим вторым музыкальным проектом — MNQN, музыка которого делала гораздо больший акцент на электронику. Также Бейтс заявил, что работал над какой-то музыкой в стиле прогрессивного рока, которую он также намерен выпустить, хоть и не сообщил, когда и будет ли она выпущена под названием Starset. В апреле 2018 года группа объявила, что заключила контракт с Fearless Records, и выпустила видеоклип на песню «Ricochet». Акустическая версия последней была выпущена позднее в этом же году.
В августе 2018 года Starset выпустили альтернативную версию песни с Vessels — «Bringing It Down 2.0» и анонсировали делюкс-издание альбома — Vessels 2.0, вышедшее 28 сентября 2018 года. Оно включает в трек-лист девять новых треков: акустические версии песен «Die For You», «Telepathic», «Starlight», «Ricochet», «Satellite», кавер на песню «Love You To Death» группы Type O Negative и ремиксы на «Telepathic» и «Satellite» от Not Your Dope и Trails соответственно. Также в пресс-релизе к Vessels 2.0 говорилось, что группа планирует выпустить третий студийный альбом в 2019 году. Одноимённый альбом сайд-проекта Бейтса, MNQN, вышел 4 апреля 2019 года. 18 августа того же года Дастин с MNQN выступил на фестивале музыки и искусств Wonderbus в Колумбусе, Огайо. Как и Starset, сайд-проект фронтмена имеет вымышленную историю.

### Divisions(2019—2020)
13 мая 2019 года группа объявила, что их третий студийный альбом выйдет 13 сентября того же года, одновременно с началом осеннего тура по Соединённым Штатам. Даты весеннего тура 2020 года по Европе и Великобритании были объявлены 2 июля 2019 года. 15 августа 2019 года вышел сингл «Manifest», стало известно название грядущего альбома — Divisions. Неделей позже, 22 августа, вышла песня «Where The Skies End», а ещё через неделю группа стал доступен третий сингл «Diving Bell». Третий альбом группы был выпущен 13 сентября 2019 года. К 2020 году Starset получили два миллиона стримов по всему миру.
Ввиду пандемии COVID-19 в 2020 году большинство туров группы сначала были отложены, а потом и вовсе отменены. Однако коллектив выпустил переосмысленную версию трека «Trials» с их последнего альбома и ремикс «Waking Up» в августе и декабре 2020 года.

### Horizons(2021—2023)

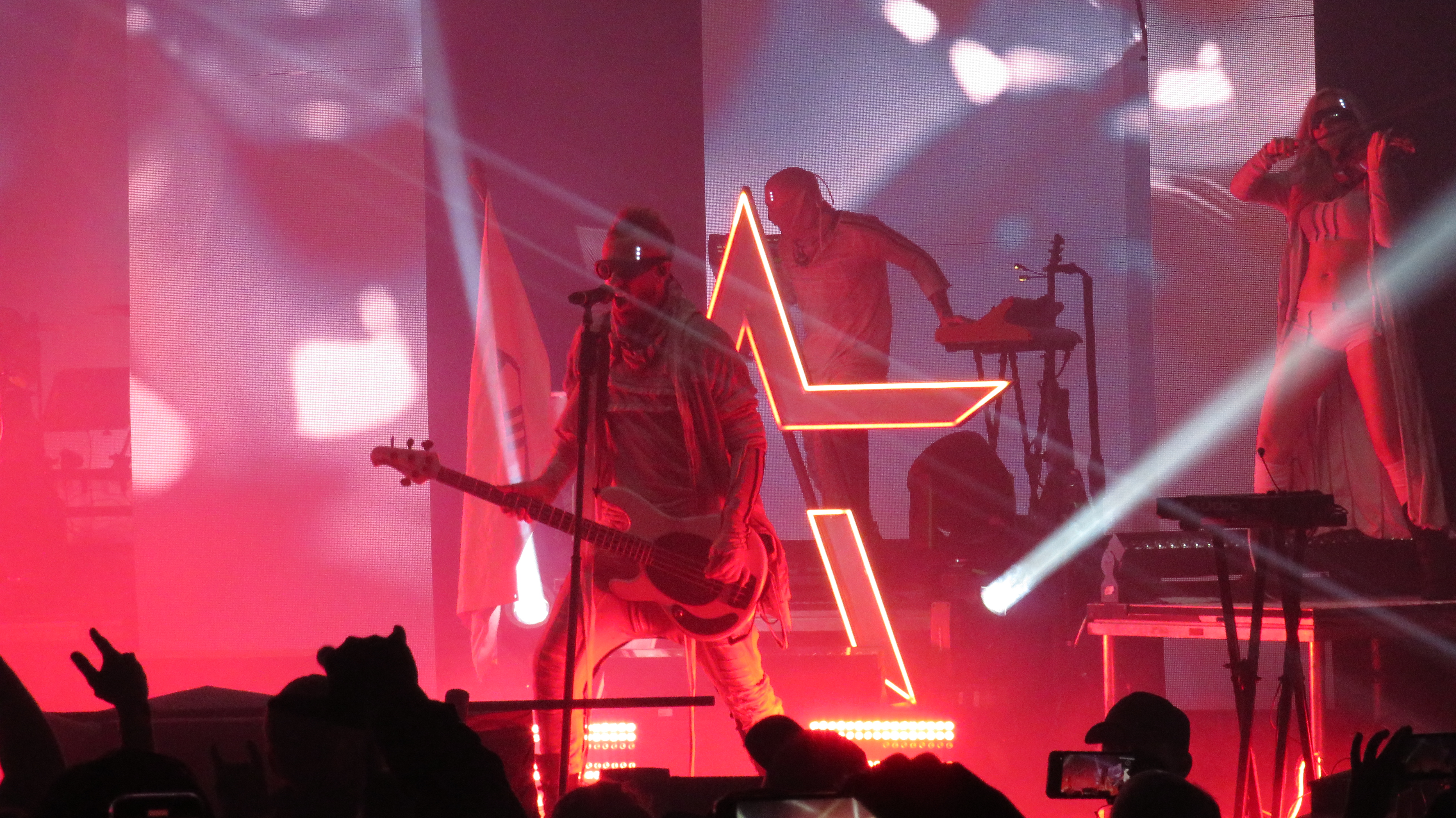
Выступление Starset, 2021 год

В апреле 2021 года группа, эксклюзивно для Amazon Music, записала кавер на песню «Kashmir» группы Led Zeppelin. Чуть позже, 26 апреля, Starset выпустили новую песню «Infected», которая изначально была написана для Divisions, но не была включена в финальный трек-лист альбома. Релиз был приурочен к двухлетию игры Arknights. В мае 2021 года группа объявила, что выступит на LouderThanLife и Rockville в сентябре и ноябре того же года соответственно. В июне коллектив анонсировал проведение в течение следующих двух месяцев серии акустических мероприятий по всей Америке, в ходе которых будет возможно пообщаться с группой и услышать акустические версии песен группы. Позднее было объявлено о турне по США, которое начнётся в ноябре 2021, и Европе, которое начнётся позднее — в феврале 2022 года. 10 сентября коллектив анонсировал четвёртый студийный альбом, получивший название Horizons, и объявили, что пластинка выйдет 22 октября 2021 года. Также группа опубликовала музыкальный клип на новую песню с альбома — «The Breach» и трек-лист грядущей работы, заявив, что выпущенный в апреле трек «Infected» также будет включён в альбом. 23 сентября Starset выпустили лирик-видео на песню «Leaving This World Behind», а 7 октября вышел трек «Earthrise» и лирик-видео на него. 19 августа 2022 года, на лейбле Judge & Jury, Starset и Breaking Benjamin выпустили перезапись «Waiting on the Sky to Change» — песни предыдущей группы Бейтса, Downplay.

### Brave New World(2024—настоящее время)
3 мая 2024 года группа выпустила новый сингл под названием Brave New World с одноимённым клипом. Со времени основания группы эта песня стала первой, что получила рейтинг "Explicit" на Spotify.

## Музыкальный стиль
Музыкальный стиль Starset можно описать как хард-рок, электроник-рок, альтернативный рок и прогрессивный рок. Из-за обилия инструментов, стилей и влияний в творчестве группы многие издания обычно называют Starset «рок-группой». Бейтс же описывает музыку Starset как «синематик-рок». Влияние на музыку группы оказали Ханс Циммер, Nine Inch Nails, Sigur Ros, Thirty Seconds to Mars, Deftones, Linkin Park и Breaking Benjamin.

## Участники
- Дастин Бейтс — вокал, клавишные, звуковой пульт, гитара, продюсирование
- Рон ДеЧант — бас-гитара, клавишные, бэк-вокал
- Брок Ричардс — гитара, бэк-вокал
- Адам Гилберт — ударные, перкуссия

Сессионные участники
- Шивон Ричардс — скрипка, клавишные (2017–настоящее время)
- Сюзанна Енгерерова — виолончель (2019–настоящее время)
- Кори Джуба — гитара, синтезаторы (2021–настоящее время)

Бывшие сессионные участники
- Марико Муранака — скрипка, виолончель (2014–2015; 2018–2019)[56]
- Ннека Лин — виолончель (2016)[57]
- Джонатан Кампфе — виолончель (2017–2018)[58][59]

## Дискография

### Студийные альбомы
| Год  | Альбом        | Лейбл            | Чарты | Чарты            | Чарты                 | Чарты               |
| Год  | Альбом        | Лейбл            | US    | U.S. Rock Albums | U.S. Hard Rock Albums | U.S. Digital Albums |
| ---- | ------------- | ---------------- | ----- | ---------------- | --------------------- | ------------------- |
| 2014 | Transmissions | Razor & Tie      | 49    | 16               | 5                     | 24                  |
| 2017 | Vessels       | Razor & Tie      | 11    | 3                | 2                     | 3                   |
| 2019 | Divisions     | Fearless Records | 37    | 7                | 4                     | 7                   |
| 2021 | Horizons      | Fearless Records | —     | —                | —                     | —                   |

### Синглы
- «My Demons» (2013) — US Mainstream Rock #5[64]
- «Carnivore» (2013) —  US Mainstream Rock #16
- «Halo» (2014)  — US Mainstream Rock #16
- «Telescope» (2014)
- «Monster» (2016)
- «Satellite» (2017)
- «Ricochet» (2018)
- «Manifest» (2019)
- «Trials» (2020)
- «Infected» (2021)
- «Waiting on the Sky to Change (с Breaking Benjamin)» (2022)
- «Brave New World» (2024)
- «Degenerate» (2024)
- «TokSik» (2024)
- «Dystopia» (2024)
- «Dark Things» (2025)
- «Head Over Heels» (2025)
- «Silos» (2025)